# 新古典派経済学
新古典派経済学（しんこてんはけいざいがく、英: Neoclassical economics）とは、経済学における学派の一つ。

## 概要
新古典派経済学(Neoclassical economics）という名称は、ソースティン・ヴェブレンがアルフレッド・マーシャルを念頭に作った。
もともとはイギリスの古典派経済学の伝統を重視したアルフレッド・マーシャルの経済学およびケンブリッジ学派(ピグー、ケインズら）の事を指すが、一般には19世紀の終わりに確立された一連の経済学を指し、吉川洋によれば新古典派経済学の確立には限界革命が関わっており、この限界革命の担い手は3人ないし4人、場所で言えば3か所が関係した、一人目はフランス人のワルラスでスイスのローザンヌ大学で教鞭を採った、二人目はケンブリッジ大学のアルフレッド・マーシャル、三人目はウィーン大学のカール・メンガー、そのほかにイギリス人のジェボンズを限界革命の担い手と考える場合があり、場所としてはイギリス、フランス、オーストリアという事になる。しかしワルラス、マーシャル、メンガーの経済学は全然違うものであるという。この点が「新古典派経済学」という分類を困惑させるものとしているが、「限界革命」と呼ばれるようなmarginal（限界）というコンセプトを強調して分析の中心に据えたという点が共通すると吉川は指摘する。
よって新古典派経済学にはケンブリッジ学派のほか、オーストリア学派（ウィーン学派）、ローザンヌ学派が含められる場合があり、さらにイギリスのジェボンズやフランシス・イシドロ・エッジワース、ジョン・ベイツ・クラークによるアメリカで隆盛したアメリカ経済学やクヌート・ヴィクセルのスウェーデン学派、さらにシカゴ学派（マネタリズム）、合理的期待形成学派を含める場合もあるというわけである。
一般の了解としては限界革命以降の限界理論と市場均衡分析を取り入れた経済学をさす。数理分析を発展させたのが特徴であり、代表的なものにレオン・ワルラスの一般均衡理論や新古典派成長理論などがある。
新古典派においては一般に経済を経済主体の最適化行動と需給均衡の枠組みで捉え、パレートの意味での効率性によって規範的な評価を行う。

## ケインズと新古典派経済学
この「学派分類」を混乱させている最大の焦点はケインズと彼の学説が新古典派と分類されるべきかであるが、限界革命以降の限界理論と均衡分析を利用している点についてはケンブリッジ学派の正統に位置し新古典派経済学の本流にあると言えるが、吉川洋によれば「新古典派の経済学は資本主義経済というのはうまくいくと考えるが、ケインズの一般理論は資本主義経済の不都合な真実をいろいろ扱う」点が異なると指摘する。
古典派・新古典派の分類を混乱させる原因の1つはケインズ自身にあり、彼は『雇用・利子および貨幣の一般理論』において、新古典派とみなされるマーシャルやピグーを含めて、その理論を「古典派理論」と呼んでおり、現在ではこの用法は一般に使われないが、ときにケインズの意味で「古典派」「古典派理論」と呼ぶ人が一定数おり、またケインズは、古典派理論の本質はセイ法則を前提とするところにあり『一般理論』はそれを覆すものであるとしたため、「古典派」を直接引き継ぐ系譜を「新古典派」と考えた場合、ケインズ経済学は新古典派には含まれず、学派として分離したと見なされる。一般には学派としてケインズの理論を受け継ぐものは別系統として扱われ、三大学派として新古典派、ケインズ学派、マルクス学派が挙げられることがあるが論者や文脈によって相対的なものに成り勝ちである。
新古典派の経済学は、財政・金融政策の効果についてケインズ経済学とはまったく異なる考え方をしており、財政政策は実質GDPに影響を与えないというのが新古典派理論の帰結であり、また実質的景気循環理論という名前から分かるとおり、金融政策も実質GDPの水準に影響を与えないと考える。資本ストックがどれだけ存在するか、技術の水準がどれだけであるか、人々が余暇と労働をどれだけ選好するか、こうしたことで実質GDPが決まると考えるのが新古典派理論であると吉川は指摘する。
一方で、経済学者の小野善康は「ケインズ政策とは、純粋な効率化政策である。需要不足の是非を問うやり方が違うだけで、目的は新古典派と同じである」と指摘している。経済学者の小林慶一郎は 「新古典派は自由主義的傾向が強い一方で、ケインズ経済学は設計主義的傾向が強い」と指摘している。

## 新古典派経済学の特徴
新古典派経済学は自由放任主義（レッセフェール）の理論であるとの見解がしばしば表明されてきたが、ジョン・メイナード・ケインズ以前あるいはケインズ以外の自由主義経済学派の系統と呼ぶのがより実体に近く、政治思想としての自由放任主義、とくにリバタリアニズムやアナキズム（無政府主義）とは大きく異なり、公共財の供給や市場の失敗への対処、あるいはマクロ経済安定化政策など政府にしか適切に行えないものは政府が行うべきであるとするなど、政府の役割も重視する。新古典派経済学の源泉は、道徳哲学の延長にあり、（新古典派経済学などの伝統的経済学では）社会的・文化的要素は基本的に重視されない。
自由主義の観点では、たとえばレオン・ワルラスはすべての国土の国有化を提唱しており、無条件で手放しの自由放任主義者ではない。ワルラスによればアダム・スミス流の経済学はむしろ応用の側面から経済学を定義したものであって、理想的な社会実現の夢を膨らませていたワルラスは「土地社会主義」を基礎として、そこから完全競争社会、ひいては完全な人間社会を描こうとした。
マーシャルが創設したケンブリッジ学派においては、不完全な人間が作った経済が完全であるはずがないとの共通認識があった。マーシャルは自由放任主義に基礎をおく価格決定論（ワルラスの一般均衡）には批判的であり、不完全競争の世界を前提とした部分均衡分析を活用した。

### 失業
古典派あるいは新古典派とケインズ経済学との差異の一つは失業の取り扱いであり、新古典派はケインズの否定した古典派の公準を採用しており、長期における非自発的失業が存在しない状況を基本として考える点に特徴がある。
古典派経済学では、労働市場は「賃金が伸縮的に調整されることによって、労働の需要と供給は必ず一致し、求職者の失業者は存在しない」と考えている。新古典派の経済では、賃金・物価に対応して労働・財の需給が決まることを前提とする。市場では需給が一致するように価格が調整されるため、市場の調整機能が完全であれば、労働市場・財市場でも、失業・在庫はないとしている。
ただし、新古典派的な市場が成立するには、様々な仮定が必要であることが指摘されており、例えば新古典派的な市場では完全競争が前提とされており、「財・サービスの売り手と買い手が多数存在し、それぞれが価格を操作できない」という仮定が設けられる。また、新古典派的な市場では、「売り手と買い手双方が情報を持っており、提供できる財・サービスの質は同じ」という前提となっている。現実には、価格決定に影響力を持つ企業の独占・寡占は広汎に確認され、また労働市場でも失業者は普通に存在する。その後、「情報の非対称性」「労働市場・資本市場の硬直性」の導入、「独占的競争」の前提など、経済モデルは修正されている。
新古典派の立場では、政府の積極的な財政政策・金融政策は失業の役には立たず、むしろ政府による資源の浪費をもたらすだけで終わるとされている。

## 新古典派と新しい古典派
新古典派経済学と立場が似ているものとして、いわゆる新しい古典派（New classical economics）というものが存在する。
新しい古典派は新古典派的な考え方を前提としてはいるが一方で期待という概念や合理的な代表的個人などを導入するなど、両者は異なる。成立としては新古典派よりも新しい古典派のほうが新しく、マネタリストの影響も受けている。

## 新古典派総合
新古典派総合学派とは、市場機能を重視する（新古典派）一方で、裁量的な財政・金融政策の有効性（ケインズ経済学）を認める学派である。新古典派総合では、完全雇用でない場合、価格が硬直的であるためケインズ経済学は有効であるが、完全雇用である場合、価格が伸縮的であるため新古典派経済学が有効であるとしている。

## 批判
新古典派経済学には、他の経済学からの批判がある。進化経済学の視点から新古典派経済学には以下の7つのドグマ（教義、独断的な説、教条）の存在が指摘されている。すなわち1）均衡のドグマ、2）価格を変数とする関数のドグマ、3）売りたいだけ売れるというドグマ、4）最適化行動のドグマ、5）収穫逓減のドグマ、6）卵からの構成のドグマ、7）方法的個人主義のドグマ。
ジョン・メイナード・ケインズは、新古典派経済学(ただし、彼はこれを古典派経済学と呼んでいる)の最大の問題点としてセイの法則を挙げた。これに対し、ケインズが設けた概念が有効需要であった。
リチャード・ヴェルナーは「銀行が閉鎖され一般の業務が停止されたとしても、投資家は資本市場で資金を調達できる」と新古典派経済学が主張していると述べた上で、その主張が次の二つの現実を無視すると考える。すなわち①中小企業は大半の国で銀行に依存している、②銀行融資は新規購買力を生み出すが、資本市場での資金調達は単に購買力を再分配するだけであるため、経済全体に関するかぎり、資本市場での資金調達は銀行融資の代替とはなりえない。

## 留意点
経済学者の飯田泰之は「主流派経済学=新古典派には、需要不足による不況の視点がないと指摘されることがあるが、現在（2003年）の理論研究の中心である最適化行動に基づく動学一般均衡理論から、十分需要不足による停滞・マクロ政策の効果を導くことができる。情報の経済学を応用したモデルなどがその例である。新古典派であるからいつでも適切な均衡にあるというのは、学部教育での便宜的な単純化に過ぎない」と指摘している。

## 昨今の研究者による言及
中野剛志は自著の中で「（新古典派の典型モデルである）市場の一般均衡とは、デフォルトの可能性が組み込まれてない、金融機関も適切な役割を与えられてはいない、貨幣ですら必要とされてない、物々交換経済を仮定した世界において成り立つものであり、その世界で用いられる貨幣とは、商品貨幣である。しかし、現実の貨幣は信用貨幣であり、現実の経済は貨幣経済である。したがって現実の貨幣経済における市場は、一般均衡を達成する自動調節機構を持っているとは言えない。」と指摘している。
著名な経済学教育家であるティモシー・テイラーは、需要が供給を生むというケインズの考え方は短期的な政策を考える時に力を発揮し、供給が需要を生むという新古典派の主張は長期的に見たときに重要であると述べており、時間軸で分ける捉え方をするべきと解説している。

## 備考
ケインズは（フリードリヒ・ハイエクほどの自由主義者によれば全体主義に多少同情的であるとするものの、ハイエクが強く主張する）自由主義に対して同情的であった。